# Ibrahim Sadeh
Ibrahim Sadeh (en arabe : ابراهيم سديه), né le 27 avril 2000 à Zarka, est un footballeur international jordanien. Il joue au poste de milieu défensif à Al-Muharraq.

## Biographie

### En sélection
En janvier 2020, il participe au championnat d'Asie des moins de 23 ans organisé en Thaïlande. Lors de cette compétition, il ne joue qu'une seule rencontre, le quart de finale perdu face à la Corée du Sud.
Il fait ses débuts avec la Jordanie le 5 février 2021 contre le Tadjikistan en match amical (défaite 0-1).
En décembre 2021, il participe à la Coupe arabe de la FIFA qui se déroule au Qatar. Lors de ce tournoi, il joue quatre matchs. La Jordanie s'incline en quart de finale face à l'Égypte, après prolongation.